# Эвешам, Хью
Хью Эвешам (англ. Hugh of Evesham; ?, королевство Англия — 4 сентября 1287, Рим, Папская область) — английский кардинал, врач и алхимик. Кардинал-священник с титулом церкви Сан-Лоренцо-ин-Лучина с 12 апреля 1281 по 4 сентября 1287.